# Социјална неуронаука
Социјална неуронаука је интердисциплинарна област посвећена разумевању како биолошки системи спроводе социјалне процесе и понашање, као и како користе биолошке концепте и методе за информисање и побољшавање теорије друштвених процеса и понашања. Људи су више социјална врста, него индивидуална. Као такав је створио неопходне заједнице изван појединачних-структуре које се крећу од парова, породица и група у градове, цивилизације и културе. Ове структуре еволуирале су руку под руку са нервним и хормонским механизмима, захваљујући социјалном понашању које је помогло овим организмима у преживљавању, репродукцији и бриги за потомство довољно дуго да и они дочекају репродукцију. Термин социјална неуронаука може се пратити на публикацији под насловом Билтен социјалних неуронаука енгл. Social Neuroscience Bulletin који је објављен између 1988. и 1994. године. Термин је касније популаризован у чланку Џон Кациопо (енгл. John Cacioppo) и Гари Бернтсон (енгл. Gary Berntson), објављеном у Амерички психолог енгл. The American Psychologist 1992. године.. Кациопо и Бернтсон се сматрају легитимним очевима социјалних неуронаука. Иако је млада област, социјална неуронаука је уско повезана са афективним неуронаукама и когнитивним неуронаукама, са фокусом на начин на који мозак посредује социјалне интеракције

## Преглед
Традиционална неуронаука је дуги низ година сматрала нервни систем као изоловани ентитет и углавном је игнорисала утицаје друштвених средина у којима људи и многе животињске врсте живе. У ствари, сада препознају значајан утицај друштвених структура на рад мозга и тела. Ови друштвени фактори делују на појединца кроз континуирано међусобно дејство нервних, неуроендокриних, метаболичких и имуних фактора на мозак и тело, у којем је мозак централни регулаторни орган и такође мета ових фактора. Социјална неуронаука истражује биолошке механизме који леже у основи друштвених процеса и понашања, и сматра се једним од главних проблемских области неуронаука у 21. веку, и примењује концепте и методе биологије за развој теорије друштвених процеса и понашања у друштвеним понашањима и понашању наука. Социјална неуронаука искоришћава биолошке концепте и методе за информисање и побољшавање теорије друштвеног понашања, и користи социјалне конструкције понашања и податке да се унапреде теорије неуронске организације и функције.
Током већине 20. века, социјална и биолошка објашњења су многи сматрали неспојивим. Али напредак у последњих неколико година довели су до развоја новог приступа синтетизације друштвених и биолошких наука. Нова област социјалне неуронауке наглашава комплементаран однос између различитих нивоа организације, која обухвата социјалан и биолошки домен (нпр. молекуларни, ћелијски, систем, лице, однос, колективно, друштвени) и употреба више нивоа анализе да подстакне разумевање основних механизама људског ума и понашања.

## Методе
Велики број метода  користи се у социјалним неуронаукама да истражи спајање нервних и друштвених процеса. Ове методе су извучене из технике понашања развијене у социјалној психологији, когнитивној психологији и неуропсихологији, а повезани су са различитим неуробиолошким техникама, укључујући функционалну магнетну резонанцу (фМРИ), магнетоенцефалографију (МЕГ), позитронску емисиону томографију (ПЕТ), фацијалну електромиографију (ЕМГ), транскранијалну магнетну стимулацију (ТМС), електроенцефалографију (ЕЕГ), месно-везани потенцијал (ЕРПс), електрокардиограме, електромиограме, ендокринологију, имунологију, галванску реакцију коже (ГСР), једноћелијско снимање и учења о оштећењу мозга пацијената. Животињски модели су такође важни за истраживање претпостављених улога одређених можданих структура, кругова, или процеса (нпр. система награда и зависности од дрога). Поред тога, квантитативне мета-анализе су важне за кретање изван особености појединих студија и неуроразвојна истраживања допринети нашем разумевању социјалног понашања мозга. Два најпопуларнија метода која се користе у социјалним неуронаукама су фМРИ и ЕЕГ. фМРИ је веома ефикасан и у високој је просторној резолуцији. Међутим, они су ниски у временској резолуцији и стога су најбољи за откривање путева у мозгу који се користе приликом социјалних експеримената. fMRI имају ниску временску резолуцију (време), јер очитавају ниво оксигенисане крви који се додаје на делове мозга који се активирају и треба им више кисеоника. Дакле, крви је потребно време да путује у део мозга који се активира и обрнуто - даје мању способност тестирању за одређено време активирања током социјалних експеримената. ЕЕГ се најбоље користити када истраживач покушава да мапира одређену област мозга која је у корелацији са друштвеним понашањем која се проучава. ЕЕГ обезбеђује високу временску резолуцију, али ниску просторну резолуцију, у којој је време активације веома прецизно, али је тешко да укаже на тачна подручја на мозгу. Истраживачи су сузили локације и подручја, али су такође створили и много буке. Недавно, истраживачи су користили ТМС који је најбољи начин да се открије тачна локација у процесу мапирања мозга. Ова машина може укључити и искључити делове мозга која тада омогућава истраживачима да тестирају за шта се тај део мозга користи за време друштвених догађаја. Међутим, ова машина је толико скупа да се ретко користи.
Напомена: Већина ових метода може само дати корелације између мапирања мозга и друштвених догађаја (осим ТМС-а), превара социјалне неуронауке јесте да истраживање мора да се тумачи кроз корелације које могу изазвати смањену вредност садржаја. На пример, током експеримента када учесник ради задатак за тестирање друштвене теорије и дела мозга који је активан, немогуће је формирати узрочност, јер било шта друго у соби или мисли особе могу активирати такав одговор. Веома је тешко издвојити ове променљиве током ових експеримената. Зато су самоизвештаји веома важни. Ово ће такође помоћи у смањивању шанси ВоДо енгл. VooDoo корелација (превисоких корелација, преко 0.8 које изгледају као да корелација постоји између два фактора, али је заправо само грешка у дизајну и статистичким мерама). Други начин да се избегне ова превара јесте да се користе тестови са хормонима који могу закључити узрочност. На пример, када је људима дат окситоцин и плацебо, можемо тестирати њихове разлике у понашањима између других људи. Такође, коришћење СЦР-а ће помоћи издвајању несвесних и свесних мисли, јер је то природан парасимпатичан одговор тела на спољашњи свет. Сви ови тестови и уређаји ће помоћи друштвеним неуро научницима да открију везе у мозгу које се користе за обављање свакодевних друштвених активности.
Примарне психолошке методе укључују мере учинка засноване на снимању времена одзива и/или тачности, као што је тест имплицитног удружења; посматрање мера, као што повлашћени гледају у младе студије; и мерења само-извештаја, као што су упитници и интервјуи.
Неуробиолошки методи могу да се групишу у оне чије су мере више спољне реакције тела, електрофизичке методе, хемодинамичке методе и методе лезија. Методе реакције тела укључују ГСР (такође познат као одговор проводљивости коже (СЦР)), лица ЕМГ, и одговор изнедадног трептања ока. Електрофизиолошке методе укључују једноћелијске снимке, ЕЕГ, и ЕРП. Хемодинамичке мере, које, уместо директног мерења нервне активности, мере промене у протоку крви, укључују ПЕТ и фМРИ. Методе лезија традиционално проучавају мозак који је оштећен преко природних узрока, као што су ударци, трауматске повреде, тумора, неурохирургије, инфекција, или неуродегенеративних поремећаја. У својој способности да створи неку врсту стварне лезије, који је привремен, ТМС могу такође бити укључени у ову категорију. Прецизније, ТМС метод обухвата стимулацију да се издвоји један део мозга од остатка мозга, имитирајући мождане лезије. Ово је посебно корисно у мапирању мозга, кључни приступ друштвеној неуронауци дизајниран да одреди који делови мозга су активирани током одређених активности. 

## Друштво за социјалне неуронауке
Вечера како би разговарали о изазовима и могућностима у интердисциплинарној области социјалних неуронаука на састанку Друштва за Неуронауке (Чикаго, новембра 2009. године) резултовала је у низу састанака на челу са Џон Кациопом и Жан Десетијем са социјалним неуронаучницима, психолозима, неуронаучницима, психијатрима и неуролозима из Аргентине, Аустралије, Чилеа, Кине, Колумбије, Хонгконга, Израела, Јапана, Холандије, Новог Зеланда, Сингапура, Јужне Кореје, Тајвана, Уједињеног Краљевства и Сједињених Држава. Социјална неуронаука је широко дефинисана као интердисциплинарне студије нервних, хормонских, ћелијских и генетских механизама који су у основи структура које дефинишу друштвене врсте. Тако, међу учесницима у овим састанцима били су научници који су користили широку палету метода у проучавању животиња, као и људи, и пацијената, као и нормалних учесника. Консензус се такође изјашњава да Друштво за социјалне неуронауке треба бити успостављено да би научници из различитих дисциплина и перспектива иамли прилику да се сретну, комуницирају и користе радове једни од других. Међународно, интердисциплинарно Друштво социјалних неуронаука покренуто је на крају ових консултација у Окланду, на Новом Зеланду 20. јануара 2010. године, а одржана је свечана седница за друштво 12. новембра 2010. године, дан пре састанка Друштво за неуронауке 2010. године (Сан Дијего, Калифорнија).

## Чланци
- Социјалне неуронауке
- Социјалне когнитивне и афективне неуронауке
- Новине о когнитивним неуронаукама издају чланак Социјалне неуронауке, укључујући специјалан проблем у 2004.

### Рубрике
- ЈПСП је издала специјалну секцију у 2003.
- Неуропсихологија је издала посебан проблем у 2003.
- NeuroImage је издао Специјалну секцију за друштвене когнитивне неуронауке у децембру 2005.
- Психопсихологија је објавила неколико чланака који се баве социјалним неуронаукама.